# Monumento Nacional a Katyń
El Monumento Nacional Katyń es un monumento en Baltimore, Maryland, que conmemora a las víctimas de la masacre de ciudadanos polacos en Katyn de 1940 llevada a cabo por las fuerzas soviéticas. La comunidad polaco-estadounidense de Baltimore fue fundamental para que se construyera el monumento. El monumento fue inaugurado en 2000 y es la estatua más alta de Baltimore. La estatua en sí tiene 44 pies (13,4 m) de altura, todo el monumento, con la base, mide 56 pies (17 m).
La estatua es del escultor Andrzej Pitynski fue entregado desde Polonia y establecido en Inner Harbour East en las calles Aliceanna y President.